# فوی، کورنوال
latitudeفوی، کورنوالlongitudeفوی، کورنوال
فوی، کورنوال (به انگلیسی: Fowey) یک شهرک در بریتانیا است که در انگلستان واقع شده‌است.

## خصوصیات
فوی ۲٬۲۷۳ نفر جمعیت دارد.